# Бидо (Жиронда)
Бидо (фр. Budos) насеље је и општина у југозападној Француској у региону Аквитанија, у департману Жиронда која припада префектури Bordeaux.
По подацима из 2011. године у општини је живело 702 становника, а густина насељености је износила 33,27 становника/km². Општина се простире на површини од 21,1 km². Налази се на средњој надморској висини од 65 метара (максималној 70 m, а минималној 12 m).

## Демографија
| 1962. | 1968. | 1975. | 1982. | 1990. | 1999. | 2011. |
| ----- | ----- | ----- | ----- | ----- | ----- | ----- |
| 489   | 531   | 491   | 548   | 666   | 629   | 702   |

График промене броја становника у току последњих година